# Оргас
Оргас (ісп. Orgaz) — муніципалітет в Іспанії, у складі автономної спільноти Кастилія-Ла-Манча, у провінції Толедо. Населення — 2827 осіб (2010).
Муніципалітет розташований на відстані близько 85 км на південь від Мадрида, 26 км на південний схід від Толедо.
На території муніципалітету розташовані такі населені пункти: (дані про населення за 2010 рік)
- Арісготас: 69 осіб
- Оргас: 2758 осіб

## Демографія
Динаміка населення (INE ):

## Галерея зображень

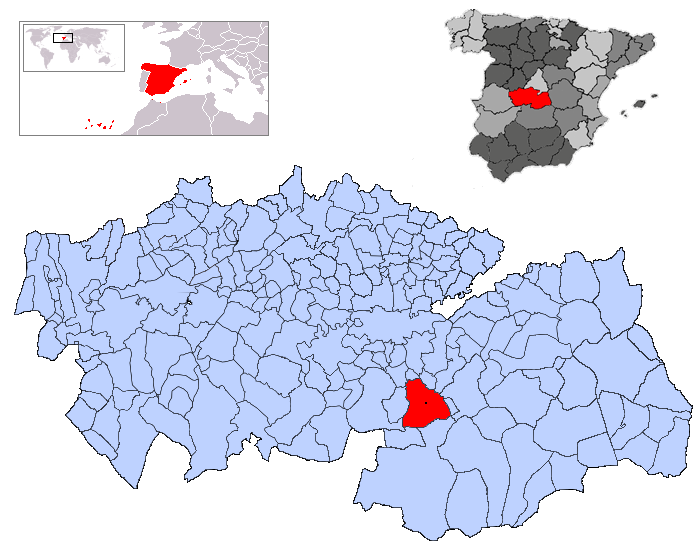
Розташування муніципалітету у провінції Толедо
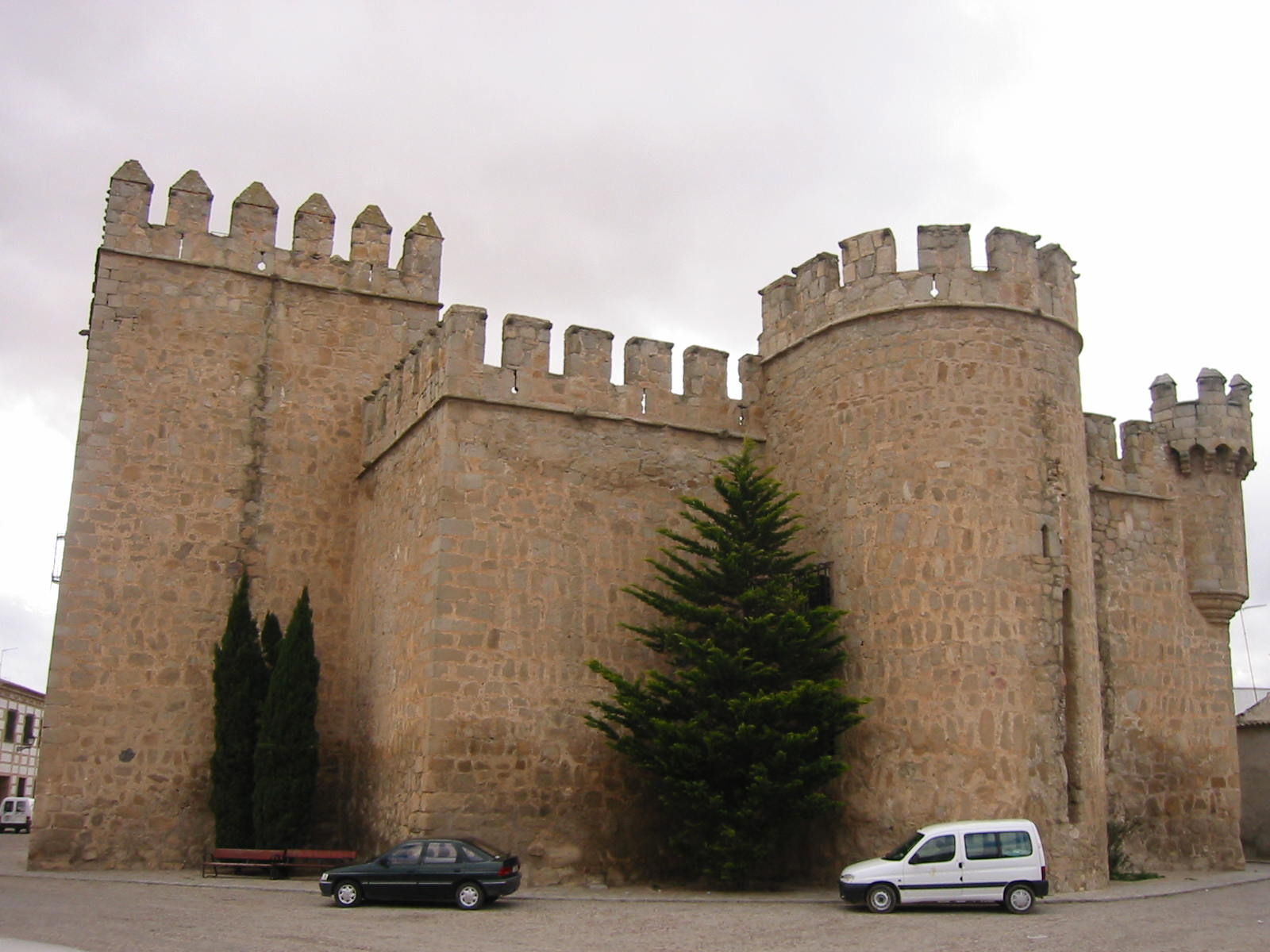
Замок у Оргасі